# Fodertjärnarna (Åsele socken, Lappland, 709152-158132)
Fodertjärnarna är en sjö i Åsele kommun i Lappland och ingår i Ångermanälvens huvudavrinningsområde. Sjöns area är 0,036 kvadratkilometer och den är belägen 360 meter över havet.